# Finale della Coppa UEFA 1977-1978
La finale della 7ª edizione della Coppa UEFA fu disputata in gara d'andata e ritorno tra PSV e Bastia. Il 26 aprile 1978 allo stadio Armand Cesari di Bastia la partita, arbitrata dallo jugoslavo Dusan Maksimović, finì 0-0.
La gara di ritorno si disputò dopo due settimane al Philips Stadion di Eindhoven e fu arbitrata dal rumeno Nicolae Rainea. Il match terminò 3-0 e ad aggiudicarsi il trofeo fu la squadra olandese.

## Le squadre
| Squadre | Partecipazioni precedenti (il grassetto indica la vittoria) |
| ------- | ----------------------------------------------------------- |
| Bastia  | Nessuna                                                     |
| PSV     | Nessuna                                                     |

## Il cammino verso la finale

Il Bastia, finalista dell'edizione, qui nella formazione che il 7 dicembre 1977 espugnò il campo del Torino nel retour match degli ottavi di finale

Il PSV di Kees Rijvers esordì contro i nordirlandesi del Glenavon vincendo in trasferta 6-2 e in casa 5-0. Nel secondo turno gli olandesi affrontarono i polacchi del Widzew Łódź, battendoli con un risultato complessivo di 6-3. Agli ottavi di finale i tedeschi occidentali dell'Eintracht Braunschweig furono sconfitti con un risultato aggregato di 4-1. Ai quarti i Boeren affrontarono i tedeschi orientali del Magdeburgo superandoli grazie alla vittoria casalinga per 4-2, dopo aver subito la sconfitta in Germania Est per 1-0. In semifinale gli spagnoli del Barcellona furono sconfitti a Eindhoven per 3-0, ma diedero filo da torcere agli olandesi nella gara di ritorno vincendo 3-1.
Il Bastia di Pierre Cahuzac iniziò il cammino europeo contro i portoghesi dello Sporting Lisbona vincendo con un risultato complessivo di 5-3. Nel secondo turno i francesi affrontarono gli inglesi del Newcastle Utd, battendoli col risultato totale di 5-2. Agli ottavi gli italiani del Torino furono sconfitti sia all'andata che al ritorno, rispettivamente coi risultati di 2-1 e 3-2. Ai quarti di finale i Turchini affrontarono i tedeschi orientali del Carl Zeiss Jena vincendo in Corsica 7-2 e perdendo a Jena 4-2. In semifinale gli svizzeri del Grasshoppers furono superati solo grazie alla regola dei gol fuori casa, in virtù della sconfitta esterna per 3-2 e della vittoria casalinga per 1-0.

## Le partite
A Bastia va in scena una finale tra due compagini che mai prima d'ora erano giunte in finale di una competizione europea. La partita d'andata è però caratterizzata dal campo di gioco intriso d'acqua e dalla pioggia battente che rovinano le giocate tecniche dei calciatori e tra le due squadre, che finora avevano messo a segno ben 29 gol, il match termina a reti inviolate.
A Eindhoven, due settimane dopo, il PSV parte subito all'attacco e prima della mezz'ora passa con Willy van de Kerkhof che scatta da metà campo e con un destro a giro trafigge Pierrick Hiard. Dopo il gol del vantaggio la gara è in discesa per gli olandesi, i Corsi non riescono a reagire e Claude Papi non è in serata. Al ventesimo del secondo tempo Gerrie Deykers raddoppia e due minuti più tardi Willy van der Kuijlen chiude i conti per il 3-0 finale. Il PSV Eindhoven diventa così la terza compagine olandese a vincere una coppa europea.

## Tabellini

### Andata
| Bastia 26 aprile 1978, ore 20:30 | Bastia           | 0 – 0 referto | PSV | Stade Armand Cesari (15 000 spett.)\| Arbitro: \| Dusan Maksimović \| |
| Arbitro:                         | Dusan Maksimović |               |     |                                                                       |

| Bastia | PSV |

|                |    |                        |             |     |
|                |    |                        |             |     |
| P              | 1  | Pierrick Hiard         | Ammonizione |     |
| D              | 2  | André Burkhard         |             |     |
| D              | 3  | André Guesdon          |             |     |
| D              | 4  | Charles Orlanducci     |             |     |
| D              | 5  | Jean-Louis Cazes       |             |     |
| C              | 10 | Claude Papi            |             |     |
| C              | 7  | Félix Lacuesta         |             | 65’ |
| C              | 8  | Jean-François Larios   |             |     |
| C              | 6  | Johnny Rep             |             |     |
| A              | 9  | Abdelkrim Merry Krimau |             |     |
| A              | 11 | Yves Mariot            |             |     |
| Sostituzioni:  |    |                        |             |     |
| A              | 13 | François Félix         |             | 65’ |
| Allenatore:    |    |                        |             |     |
| Pierre Cahuzac |    |                        |             |     |

|              |    |                       |             |
|              |    |                       |             |
| P            | 1  | Jan van Beveren       |             |
| D            | 2  | Adrie van Kraay       |             |
| D            | 3  | Kees Krijgh           |             |
| D            | 4  | Huub Stevens          |             |
| D            | 5  | Ernie Brandts         |             |
| C            | 6  | Jan Poortvliet        |             |
| C            | 7  | Willy van der Kuijlen |             |
| C            | 8  | Willy van de Kerkhof  | Ammonizione |
| C            | 9  | Gerrie Deykers        |             |
| A            | 10 | René van de Kerkhof   |             |
| A            | 11 | Harry Lubse           |             |
|              |    |                       |             |
|              |    |                       |             |
| Allenatore:  |    |                       |             |
| Kees Rijvers |    |                       |             |

### Ritorno
| Arbitro: | Nicolae Rainea |

|                                                       |           |  |
| W. van de Kerkhof 24’ Deykers 67’ van der Kuijlen 69’ | Marcatori |  |

| PSV | Bastia |

|               |    |                       |    |     |
|               |    |                       |    |     |
| P             | 1  | Jan van Beveren       |    |     |
| D             | 2  | Kees Krijgh           |    |     |
| D             | 3  | Huub Stevens          |    |     |
| D             | 4  | Adrie van Kraay       | 9’ | 79’ |
| D             | 5  | Ernie Brandts         |    |     |
| C             | 9  | Willy van de Kerkhof  |    |     |
| C             | 7  | Jan Poortvliet        |    |     |
| C             | 8  | Willy van der Kuijlen |    |     |
| C             | 6  | Harry Lubse           |    |     |
| A             | 10 | Gerrie Deykers        |    |     |
| A             | 11 | René van de Kerkhof   |    |     |
| Sostituzioni: |    |                       |    |     |
|               | 12 | Nick Deacy            |    | 79’ |
|               |    |                       |    |     |
| Allenatore:   |    |                       |    |     |
| Kees Rijvers  |    |                       |    |     |

|                |    |                        |  |     |
|                |    |                        |  |     |
| P              | 1  | Pierrick Hiard         |  | 75’ |
| D              | 2  | Paul Marchioni         |  |     |
| D              | 3  | Charles Orlanducci     |  |     |
| D              | 4  | André Guesdon          |  |     |
| D              | 5  | Jean-Louis Cazes       |  |     |
| C              | 6  | Félix Lacuesta         |  |     |
| C              | 7  | Jean-François Larios   |  |     |
| C              | 8  | Claude Papi            |  |     |
| C              | 9  | Johnny Rep             |  |     |
| A              | 10 | Abdelkrim Merry Krimau |  |     |
| A              | 11 | Yves Mariot            |  | 57’ |
| Sostituzioni:  |    |                        |  |     |
| A              | 15 | Jean-Marie De Zerbi    |  | 57’ |
| P              | 16 | Marc Weller            |  | 75’ |
| Allenatore:    |    |                        |  |     |
| Pierre Cahuzac |    |                        |  |     |